# Tant qu'il y a de la guerre, il y a de l'espoir
Pour plus de détails, voir Fiche technique et Distribution.
Tant qu'il y a de la guerre, il y a de l'espoir (en italien : Finché c'è guerra c'è speranza) est un film italien réalisé par Alberto Sordi et sorti en 1974.

## Synopsis
Pietro Chiocca, commerçant milanais de pompes hydrauliques, s’est reconverti dans un commerce plus lucratif, celui des armes à feu, parcourant les pays du Tiers Monde, déchirés par les guerres civiles. Sa famille, déjà aisée et habitant en centre-ville, peut enfin s’installer dans une luxueuse villa avec jardin, comblant ainsi sa femme à laquelle il ne refuse rien. Tout semble aller pour le mieux jusqu’à ce qu’un journaliste dénonce les agissements de Chiocca.

## Fiche technique
Scénario : Leonardo Benvenuti, Piero De Bernardi, Alberto Sordi
Assistant Réalisateur : Carlo Vanzina et Marco Risi

## Distribution
- Alberto Sordi (VF : William Sabatier) : Pietro (Pierre en VF) Chiocca
- Silvia Monti (VF : Janine Forney) : Silvia Chiocca
- Eliana De Santis (VF : Sylvie Feit) : Giada
- Matilde Costa Giuffrida : la mère
- Alessandro Cutolo (VF : Henri Poirier) : Lo Zio
- Mauro Firmani (VF : Thierry Bourdon) : Ricky
- Fernando Daviddi : Giovannone
- Eddy Fay (Edoardo Faieta) (VF : André Valmy) : le général Gutierrez
- Sami Bahari (VF : Yves Barsacq) : Alberto Zini, le journaliste
- Marcello Di Falco : Jepson
- Roy Bosier : Rabal
- Enrico Marciani (VF : Jacques Balutin) : Forquet
- Sergio Puppo (VF : Jacques Ferrière) : Balcazar
- Eleonora Spinelli (VF : Martine Messager) : Elisa, la femme de chambre des Chiocca
- Francesco Frigamonti (VF : Jean-François Laley) : le baron Maciucca
- Jacques Moreau (VF : Daniel Gall) : Helmut, le mercenaire
- Samuel Cummings (VF : Yves Brainville) : Lui-même
- Etienne Pianelli (VF : Maurice Sarfati) : Lungarotti
- Francesco D'Adda (VF : Jean-Louis Maury) : le douanier français
- Carla Mancini : l'Hôtesse
- Lorenzo Pia